# Ярослав Осмомисл
Яросла́в Володи́мирович (бл. 1130 — 1 жовтня 1187) — руський князь з династії Рюриковичів. Князь галицький (1153-1187). Представник дому галицьких Ростиславичів. Син галицького князя Володимирка Володаровича й дочки угорського короля Коломана I. Зять князя Юрія Долгорукого (з 1150). Отримав у спадщину від батька галицький престол (1152). Воював із київським князем Ізяславом Мстиславичем за порубіжжя. Допоміг Ізяславу Давидовичу вокняжитись у Києві (1158), але незабаром вигнав його через відмову видати Івана Берладника. Підкорив Берладську землю. Мав добрі стосунки з Угорщиною та Польщею. Дав притулок Андроніку Комніну, суперникові візантійського імператора Мануїла І (1164), але згодом уклав з останнім союз (1167).
Мав великий авторитет на Русі, проте сильно залежав від галицьких бояр, які втручалися в приватне життя князя. 1171 року був тимчасово ув'язнений боярами, які спалили його коханку Настасію й примусили жити із законною дружиною Ольгою, донькою Юрія Долгорукого. Перед смертю заповів галицький престол Олегові, синові Настасії, а нелюбому законному синові Володимиру дав Перемишль.
Помер у Галичі, похований в галицькому Успенському соборі. 
У «Слові о полку Ігоревім» названий Осмомислом (мудрим; тим, хто має «вісім мислів»). Олмас Сулейменов у своїй праці "Аз і Я" стверджує, що прізвисько Ярослава "Осмомисл", що зустрічається лише у "Слові о полку Ігоревім" є тюркізмом та означає "Восьмикутний / восьмигранний" у значенні "ерудований".
Також — Ярослав Галицький.

## Біографія
Народився близько 1130 року. Батько — князь Володимирко Володарович, засновник Галицької держави. Матір — дружина батька Софія Угорська.

### Початок правління і боротьба з Києвом
Успадкував Галич по смерті батька 1153 року. Як і батько, був змушений захищати незалежність Галицького князівства від київських князів.
Невдовзі по смерті Володимирка київський князь Ізяслав Мстиславич напав на Галичину. Вирішальна битва відбулась 17 лютого 1154 року над Серетом, під стінами Теребовлі. Перемогу в битві здобули галичани: союзники Ізяслава, зокрема, володимирський князь Святополк Мстиславич, утекли з поля бою, галичани відійшли назад до Теребовлі, сам Ізяслав залишився з невеликою дружиною на полі бою. Проте Ізяслав хитрістю виманив частину галицького війська з міста й несподіваною атакою захопив багатьох у полон. Зрештою, Ізяслав наказав стратити полонених, а сам відступив до Києва.
Ось як описує події Повість минулих літ:
| І зступилися полки, і була січа люта, і билися вони од полудня до вечора, і настало серед них замішання, і не знали вони, котрі побідили: Ізяслав гонив галичан, а брати його повтікали. Бо тоді побіг Святополк [Мстиславич], володимирський князь, а вслід за ним і Володимир Мстиславич, і Мстислав Ізяславич. Ізяслав же тут і став на бойовищі на ніч, а галичани вбігли тоді в город свій Теребовль. Ізяслав бо захопив галицьких мужів, а галичани захопили Ізяславових у розвідці. І зостався Ізяслав з невеликою дружиною на бойовищі, і поставив він стяги галицькі, і пішли галичани під свої стяги, і захопили [вої Ізяслава] безліч колодників. На ту ж ніч, убоявшись, що він зостався був із малою дружиною на бойовищі, Ізяслав сказав: «Аби не зібралися вони на нас із города»,— бо колодників було більше, ніж його дружини. І побачив він многе-множество пов’язаних колодників-галичан, і тоді повелів рубати їх, а ліпших мужів із собою забрав. А на другий день Ізяслав же Мстиславич пішов у Київ, до себе додому, тому що брати його і дружина його розбіглися були. Був же плач великий по всій землі Галицькій. |
Після смерті Ізяслава Мстиславича (1154) наступило замирення між Галичем і Києвом (за винятком 1158-1161 років за правління Ізяслава III Давидовича).

### Розбудова держави
Літопис уперше згадує його під 1150 роком у зв'язку з одруженням з Ольгою — дочкою князя Юрія Довгорукого. Названий в «Слові о полку Ігоревім» — Осмомислом (що має вісім смислів, тобто розумний, мудрий).
Ярослав Осмомисл поширив територію свого князівства, приєднавши землі між Дністром і Карпатами, пониззя Дунаю. Він мав велике військо, з допомогою якого став одним з наймогутніших князів на Русі. Про це згадує автор «Слова о полку Ігоревім»:

| підпер гори Угорські своїми залізними полками, заступивши королеві дорогу, зачинив ворота Дунаєві |
Зійшовши на престол, усвідомлював небезпеку, що чаїлася в Берладській землі. Особливо з огляду на переховування там Івана Берладника, який уже давно зазіхав на галицький трон. Прагнучи перекрити шлях з Берладської землі на Галич, 1153 року заклав городище Черн. 1159 року Іван Берладник з 6-тисячним військом лавців та берладників обложив головне місто Галицького Пониззя — Ушицю, але зазнав нищівної поразки. Цією перемогою Ярослав Осмомисл розпочав підкорення бунтівної Берладщини.
Ярослав Осмомисл утримував добрі зв'язки із суздальським князем Юрієм Довгоруким, разом з іншими князями брав участь у походах проти половців. Відгомоном цієї боротьби було «Слово о полку Ігоревім». З іншими сусідами, Польщею і Угорщиною, Ярослав Осмомисл утримував мирні відносини, як також з Візантією та цісарем Фрідріхом І Барбароссою (у 1165 році брав участь у його коронації).
За Ярослава Осмомисла розбудовано і укріплено багато галицьких міст, його заходами у 1153-1157 роках збудовано в Галичі Успенський собор.
На внутрішньому відтинку спочатку Ярослав Осмомисл пробував жити в згоді з боярами, вони йому допомагали під час війни з Ізяславом Мстиславичем, але розбагатівши від торгівлі, боярство перетворилося на родову аристократію з військовими дружинами і почало втручатися у державні й приватні справи князя. 1172 року Ярослав Осмомисл покинув свою дружину Ольгу Юріївну, яка 1173 року змушена була втекти до поляків із сином Володимиром, частиною бояр на чолі з Костянтином Сірославовичем, і взяв нешлюбну жінку — боярську дочку Настасію з Чагрів. Частина бояр спротивилися і примусила князя повернути Ольгу, а Настасію спалили як чарівницю. Також бояри спротивилися останній волі Ярослава Осмомисла: при смерті він бажав поділити Галицьке князівство між синами, призначаючи Олегові Галич, а Перемишль — Володимирові. Бояри прогнали Олега.
Мудрою політикою за 35-річного князювання Ярослав Осмомисл створив могутню державу, з якою рахувалися всі його сусіди.

### Смерть
Був похований в Успенському соборі в Галичі. 1937 року під час розкопок в Галичі археолог Ярослав Пастернак виявив саркофаг з рештками Ярослава Осмомисла. Проте у вересні 1939 року розпочалася Друга світова війна — Галичину анексував СРСР. Останки Ярослава Осмомисла заховали від загарбників у крипті собору святого Юра у Львові, сам Ярослав Пастернак емігрував до Канади, де помер у 1969 році. Знову останки Ярослава Осмомисла віднайшли лише 1991 року під час розкопок у крипті після повернення храму УГКЦ. 1995 року здійснено реконструкцію портрета Ярослава Осмомисла. Світлину саркофага в підземеллі церкви Крилоса можна бачити в журналі «Літопис Червоної Калини» (№ 10, жовтень 1937, с. 7). Саркофаг Ярослава Осмомисла переданий в Івано-Франківський краєзнавчий музей та представлений в експозиції музею.

## Сім'я
1-а дружина — Ольга Юріївна (?—1181), дочка великого князя київського Юрія Володимировича Долгорукого. Їхні діти:
- Володимир Ярославич (1151—1199), отримав від батька Перемишль, князь галицький (1188—1199), останній представник Ростиславичів у Галичі.
- Єфросинія Ярославна (?—?), дружина Ігоря Святославича, князя сіверського.
- Вишеслава Ярославна (?—?), дружина Одона Мешковича, князя познаньського.
- Ярославна Галицька (?—?), дружина Стефана ІІІ, короля Угорщини.

2-а дружина — Настаська Чагровна з половецького роду Чагр.
- Олег Ярославич («Настасіч») (?—1188) — призначений спадкоємцем, але сісти на батьків престол йому так і не дали.

## Вшанування пам'яті

### Пам'ятники
Пам'ятник Ярославові Осмомислу встановлено у Володимирі.

### Вулиці
Вулиця Ярослава Осмомисла існує в Галичі, Дрогобичі, Калуші, Коломиї, Рудному, Рогатині, Чернівцях. У Львові є площа Князя Ярослава Осмомисла.

## Світлини

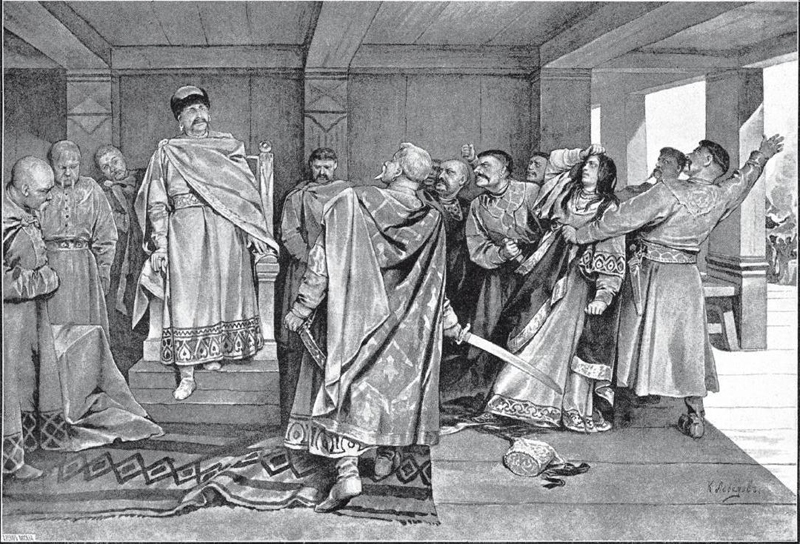
Галицькі бояри тягнуть на багаття попадю-чаклунку Настасію, улюбленицю князя Ярослава Осмомисла. Малюнок Клавдія Лебедєва
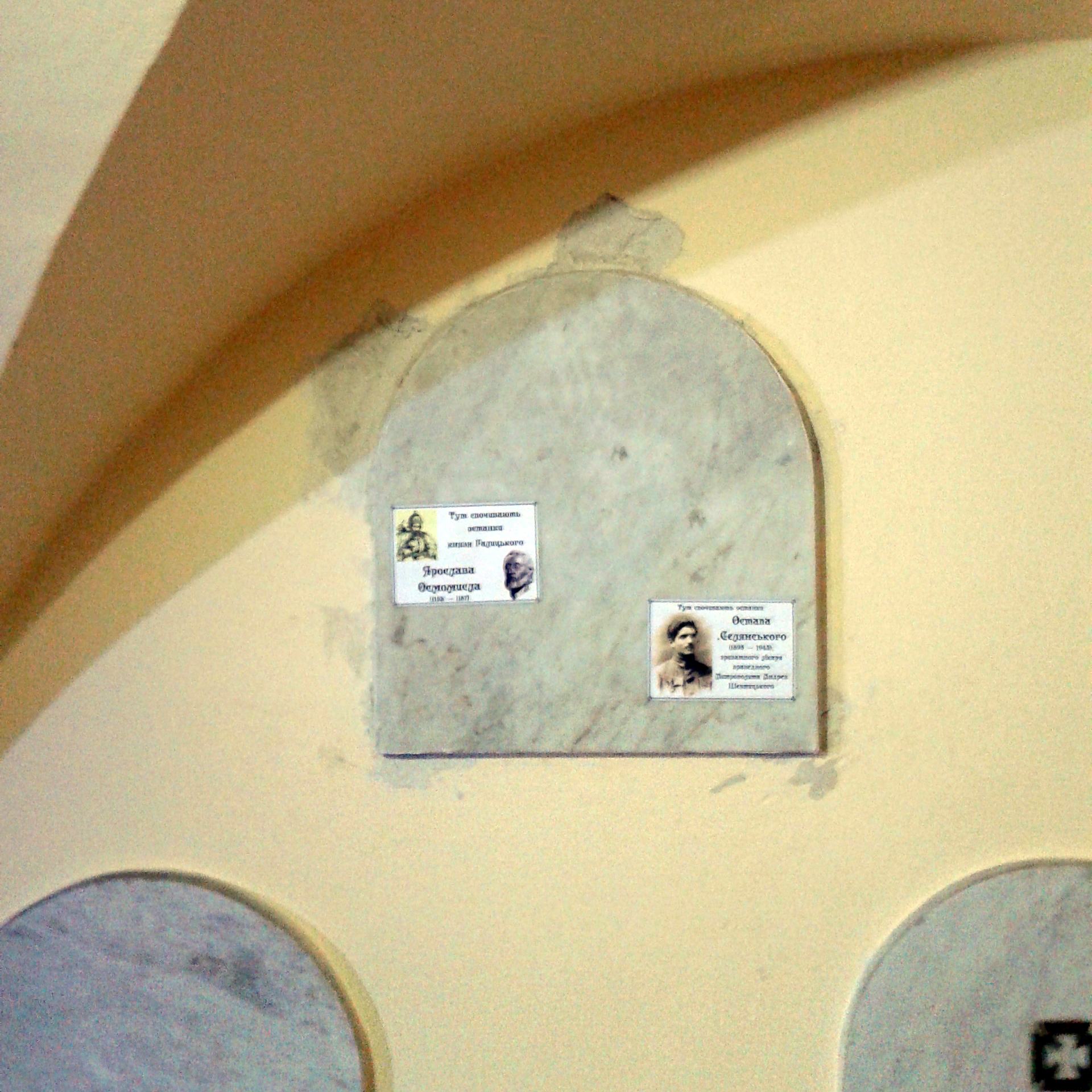
Ніша з похованням Ярослава Осмомисла в крипті соборі святого Юра у Львові (2017)
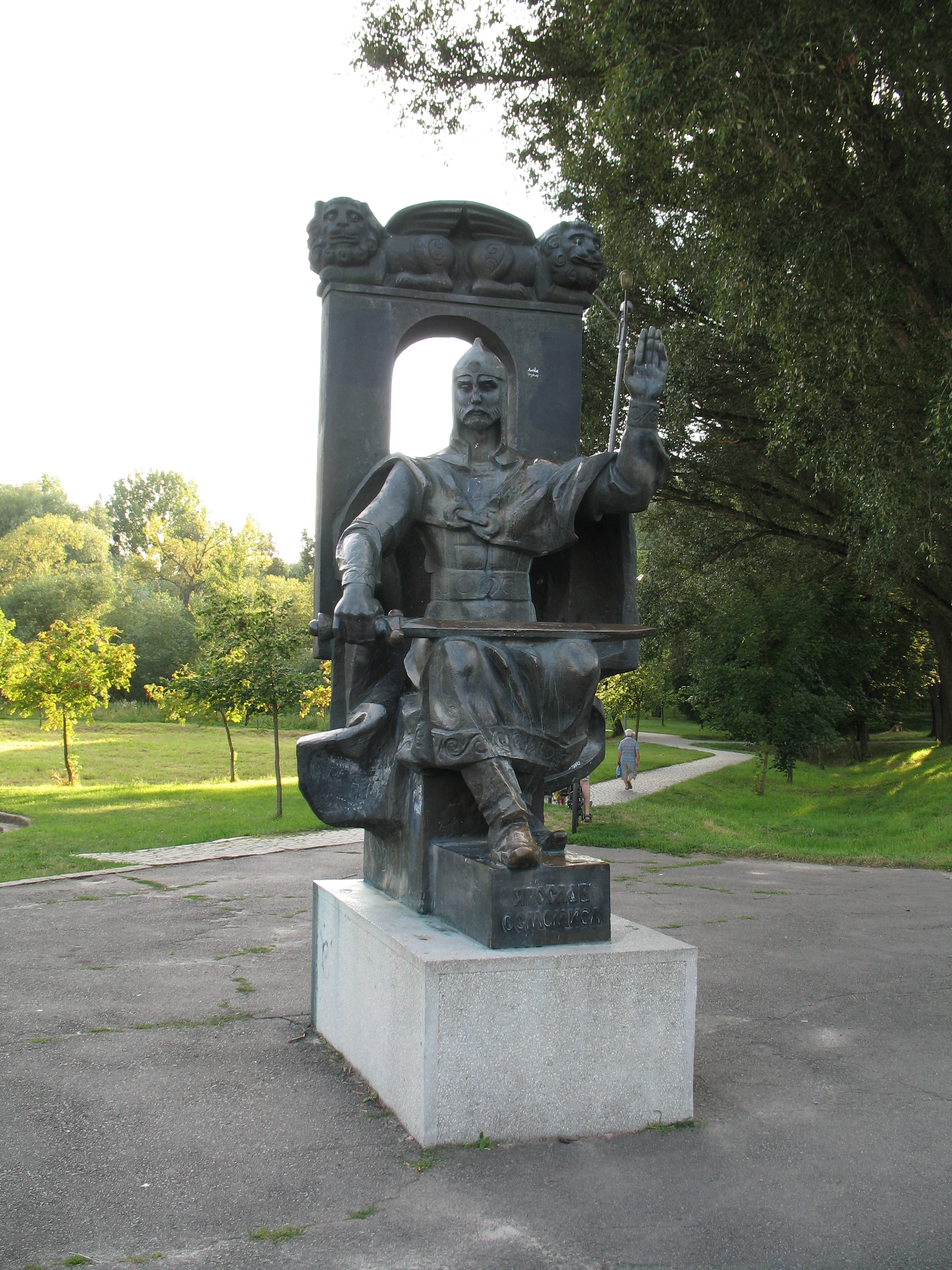
Пам'ятник Ярославу Осмомислу у Володимирі